# Casa Benjamin N. Duke
La Casa Benjamin N. Duke, también llamada Mansión Duke-Semans y Casa Benjamin N. y Sarah Duke, es una mansión emblemática ubicada en 1009 Fifth Avenue en East 82nd Street en el Upper East Side de Manhattan, Nueva York. Fue construido en 1899-1901 y fue diseñado por la firma de Welch, Smith & Provot en el estilo Beaux-Arts.

## Historia
La casa fue construida especulativamente por los desarrolladores William W. Hall y Thomas M. Hall, y no para un propietario específico. Poco después de que se completó la mansión, fue comprada por Benjamin N. Duke, un industrial tabacalero, textil y energético, quien era presidente de la American Tobacco Company en ese momento. El hermano de Benjamin, James, otro empresario tabacalero, compró la casa en 1907. Vivió allí hasta que su propia mansión en 1 East 78th Street, ahora marcada como James B. Duke House, se completó en 1912.
Después de que James Duke se mudó, la mansión se convirtió en la residencia del hijo de Benjamin Duke, Angier Buchanan Duke, hasta 1919, cuando su hermana Mary Lillian Duke se casó con AJ Drexel Biddle, Jr., y la pareja se mudó. Más tarde, su hija, Mary Semans, se hizo cargo de la residencia. Los miembros de la familia Duke fueron dueños de la mansión hasta 2006, cuando se vendió por 40 millones de dólares a Tamir Sapir, un magnate inmobiliario estadounidense.
El magnate mexicano de las telecomunicaciones, Carlos Slim, en ese momento la persona más rica del mundo, compró la mansión cuatro años después en 2010 por 44 millones de dólares. Slim dijo en una entrevista con CNBC que planeaba usarla para quedarse cuando estuviera en Nueva York para reuniones de negocios. En mayo de 2015, puso a la venta la mansión por 80 millones de dólares, casi el doble de lo que pagó por ella.
La Casa Benjamin N. Duke, que es uno de los pocos remanentes de las muchas mansiones de lujo similar a lo largo de la Quinta Avenida frente a Central Park, se sometió a una restauración en 1985. Fue designado como Monumento Histórico de la Ciudad de Nueva York en 1974, y se agregó al Registro Nacional de Lugares Históricos en 1989.
En 2015, la mansión Duke-Semans fue listada por Sotheby's por 80 millones de dólares. La casa fue puesta a la venta por Slim y se convirtió en una de las listas públicas más caras de Nueva York.

## Descripción
Diseñada por la firma de Welch, Smith & Provot desde 1899-1901, la casa fue construida en estilo Beaux-Arts con un interior renacentista francés, decorado principalmente con muebles de estilo Luis XV. La casa tiene ocho pisos de altura, 1,900 m² y mide 30,5 metros de ancho por 8,2 de profundidad.
El sótano y el primer piso tienen una fachada de piedra caliza, mientras que los pisos superiores son de ladrillo con gruesos adornos de piedra caliza. La casa incluye una escalera que conecta cinco de los pisos, así como "accesorios adornados con pan de oro y frisos intrincados". El techo tiene tejas rojas con cobre y cuenta con dos torres. La mansión tiene una escalera privada en el piso superior que conduce a un balcón en la azotea. Los constructores colocaron armarios en el mismo lugar en cada piso para facilitar la posible instalación futura de un ascensor.